# KV39
Ngôi mộ KV39 ở Thung lũng của các vị Vua của Ai Cập là một trong số các địa điểm có thể là lăng mộ của Pharaon Amenhotep I. Nó nằm ở vị trí khá cao trên những vách đá, đi từ chính giữa Thung lũng bên dưới để lên và có nhiều ngôi mộ hoàng gia khác được chôn cất ở đây. Nó nằm trong vùng Wadi, chạy từ phía Đông của Al-Qurn, bám theo sườn núi đến.

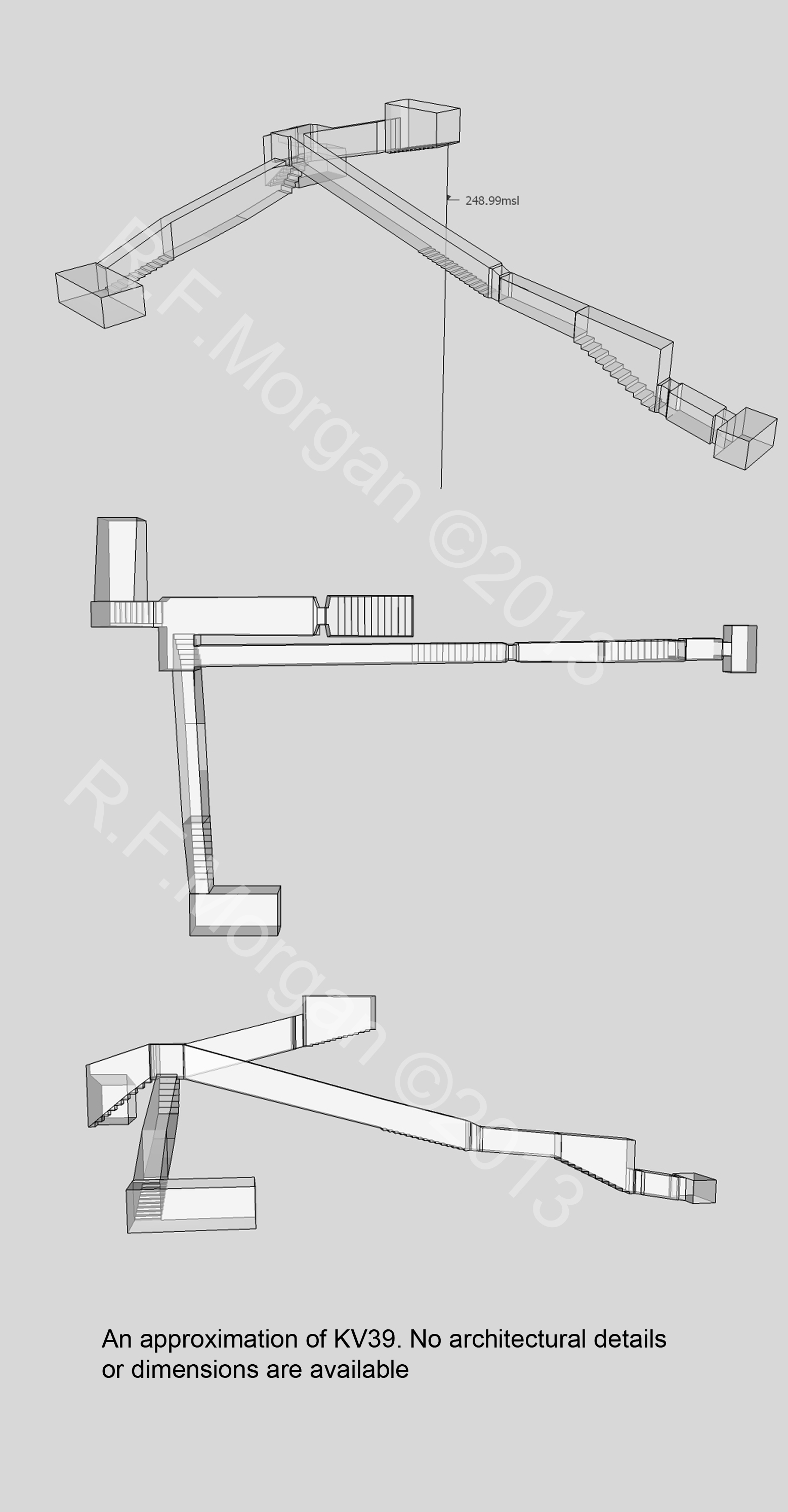
Hình ảnh của KV39 lấy từ một mô hình 3d

Không chỉ là những vị trí khác thường, việc bố trí của ngôi mộ này cũng là duy nhất. Nó có hai chiếc rìu. Nó đã được phát hiện bởi Macarious và Andraos, hai người đã làm việc cho Victor Loret, nhưng không hoàn toàn. Khi ngôi mộ được khai quật và kiểm tra lại trong những năm 1990 bởi John Rose, xác ướp của Thutmosis I, Amenhotep I, và Thutmosis II đã được tìm thấy. Đội đã tiếp tục kiểm tra một lần nữa trong năm 2002.

## Bản đồ vị trí các ngôi mộ
|  | Chủ đề Ai Cập cổ đại |